# Дом Неклюдовой
Дом Неклюдовой — главное здание городской усадьбы Анны Неклюдовой, построенное в 1840-х годах и снесённое в мае 2017 года. В 1969 году здание претерпело перестройку, в 1994 году — капитальный ремонт. Некогда именно в этом здании начиналась история знаменитой Филатовской детской больницы (располагалась в доме в 1840-1880 годах), затем, в конце XIX — начале XX века, здание занимало Арбатское городское училище.

## История

### Детская больница Московского воспитательного дома
Московские врачи многие годы требовали постройки детской больницы. Сообщество было всерьез озадачено высокой детской смертностью и необходимостью лечить детей во взрослых больницах. Больница на Малой Бронной стала первой в Москве и второй в России.
Больница открылась 6 декабря 1842 года в доме, купленном у Неклюдовой за 30 000 рублей серебром. Покупка усадьбы и обустройство больницы велись на пожертвования благотворителей, а высочайшее разрешение на сбор средств дал генерал-губернатор Москвы светлейший князь Дмитрий Голицын.
Для размещения больницы на 100 коек была необходима реконструкция здания, которую провёл известный московский архитектор Михаил Быковский. На третьем этаже главного дома была оборудована церковь во имя святой Татианы (в память Татьяны Голицыной — умершей в 1841 году супруги генерал-губернатора, известной благотворительницы).
С 1845 года больница была причислена к ведомству учреждений Императрицы Марии и названа Детской больницей Московского воспитательного дома. В народе больница получила название «Бронной».
С 1846 года в больнице начали проводиться практические занятия для студентов медицинского факультета Московского университета.
До 1876 года оставалась единственной детской больницей в Москве. За это время на средства благотворителей в больнице вылечено более сорока тысяч детей и проведено более 600 000 медицинских осмотров.
Больница пользовалась высокой репутацией благодаря квалифицированным врачам. Здесь работали Андрей Станиславович Кроненберг, Леонид Григорьевич Высотский, Николай Алексеевич Тольский, Егор Арсеньевич Покровский, Николай Викентьевич Яблоков, Дмитрий Егорович Горохов. Все перечисленные светила считаются учителями выдающегося отечественного педиатра, Нила Фёдоровича Филатова, имя которого было присвоено «Бронной» больнице в 1922 году. Филатов 16 лет работал ординатором больницы на Малой Бронной.
В 1883 году, после пожара, больница была закрыта. Осталось только амбулаторное отделение.
Последний арендатор здания (до 2016 года) — компания «Мосинжстрой».

### Снос

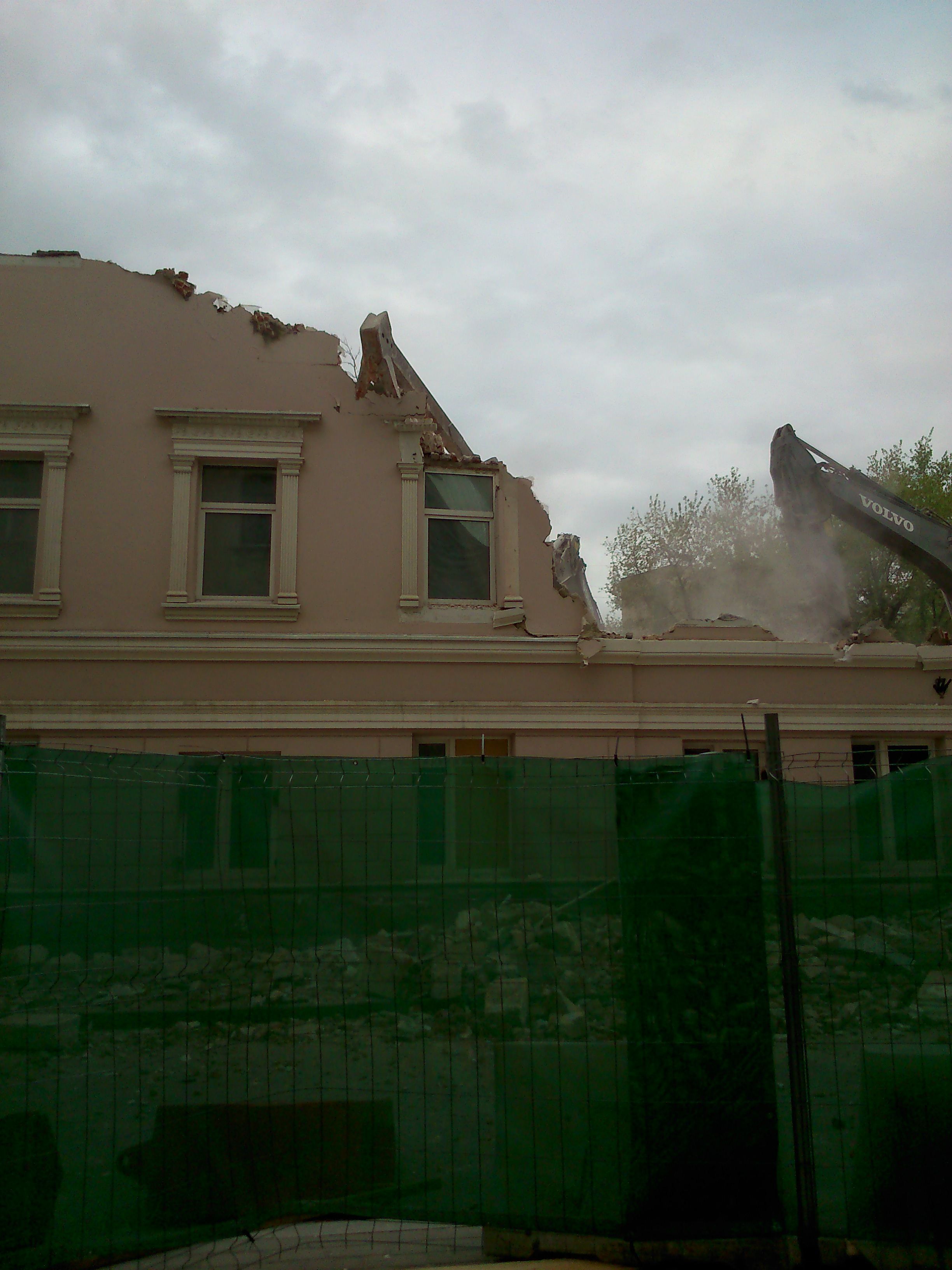
Снос «Дома Неклюдовой». 6 мая 2017

В апреле 2016 года тогдашняя собственница дома — Маргарита Гвоздева — направила обращение об оформлении градостроительного плана земельного участка на реконструкцию и надстройку здания. В обращении подчеркивалось: «без сноса», но запрашивалась высота до 30 метров (вдвое больше исторической). На обращении имеется резолюция Сергея Собянина, адресованная вице-мэру (Марату Хуснуллину): «Рассмотреть, Лично доложить».
Интерес руководства города к этому дому остается загадкой — таких обращений домовладельцы Москвы подают сотни. Согласно установленному порядку, были запрошены заключения профильных ведомств, в частности — Департамента культурного наследия города Москвы («Мосгорнаследия»). В апреле 2016 года «Мосгорнаследие» пишет, что для данной территории были за городской счет разработаны градостроительные режимы и регламенты, в соответствии с которыми «здание по адресу: ул. Малая Бронная, д. 15Б отнесено к исторически ценным градоформирующим объектам, для рассматриваемого участка установлен режим, предусматривающий ограничение высотной отметки здания до 16,38 м».
Рецензия Москомархитектуры была мягче, но и она напоминает, что участок расположен в зоне строгого регулирования застройки. Это ведомство допускало «проведение работ по реконструкции здания с надстройкой не более 1 этажа, под жилые цели, без увеличения пятна застройки».
18 ноября 2016 года Москомархитектура выдаёт новому собственнику (ООО «ЛидЭстейт») ГПЗУ на здание высотой 28 метров, что соответствует высоте 7-ми этажного здания.
В марте 2017 года в программе «Вести» вышел сюжет о том, что под видом реконструкции Дома Неклюдовой на самом деле производится его снос — в сюжет вошел комментарий одного из рабочих о том, что дом, по-видимому, будут сносить. Общественность высказывалась против, представитель застройщика — уходил от ответов на вопросы о будущем здания.
24 апреля 2017 года Департамент культурного наследия города Москвы отказал во включении дома в перечень выявленных объектов культурного наследия города Москвы. Более того, тем же приказом дом Неклюдовой был исключен из перечня объектов, обладающих признаками объектов культурного наследия. Этим приказом ведомство полностью обесценило историческое здание, создав юридическую возможность сноса дома. С запросом на снос собственник (ООО «ЛидЭстейт») обратился в Департамент уже в начале мая 2017 года.
6 мая 2017 в 4 часа утра начался снос исторического дома Неклюдовой. Телеканал «Лайф» опубликовал видеозапись этого события, которое большинство коренных жителей центра Москвы считают преступлением против истории города. По заключению «Мосгорнаследия», здание не являлось «ни объектом культурного наследия, ни выявленным объектом культурного наследия». Представители движения «Архнадзор» назвали снос Дома Неклюдовой выдающимся примером «градостроительного варварства и беззакония».
Ещё в конце 2016 года здание было доступно в базах московских агентств недвижимости, продавалось за 770 млн рублей и было описано как «готовое к заезду», то есть никаких технических предпосылок для сноса Дома Неклюдовой не было.